# Giai đoạn vòng loại và vòng play-off UEFA Europa League 2025–26
Giai đoạn vòng loại và vòng play-off UEFA Europa League 2025–26 bắt đầu vào ngày 10 tháng 7 và kết thúc vào ngày 28 tháng 8 năm 2025.
Tổng cộng có 53 đội sẽ tham gia hệ thống vòng loại, bao gồm vòng loại và vòng play-off. 12 đội thắng ở vòng play-off sẽ tiến vào vòng đấu hạng, cùng với 13 đội được chỉ định vào vòng này, 7 đội thua ở vòng play-off Champions League (5 đội từ nhánh Vô địch và 2 đội từ nhánh không Vô địch) và 4 đội thua ở vòng loại thứ ba Champions League (Nhóm không Vô địch). Tổng cộng là 36 đội.
Thời gian là CEST (UTC+2), theo danh sách của UEFA (giờ địa phương, nếu khác, sẽ được đặt trong dấu ngoặc đơn).

## Thể thức
Giai đoạn vòng loại sẽ được chia thành hai nhánh – nhánh Vô địch và nhánh Chính. Nhánh Vô địch bao gồm các đội bị loại khỏi nhánh Vô địch Champions League, và nhánh Chính bao gồm các đội đủ điều kiện là đội đứng thứ ba hoặc thứ tư ở giải đấu trong nước của họ hoặc là đội vô địch Cúp quốc gia. Các nhánh sẽ được hợp nhất ở vòng play-off.
Mỗi cặp đấu sẽ được diễn ra trong hai lượt trận, với mỗi đội chơi một lượt trận trên sân nhà. Đội ghi được nhiều bàn thắng hơn trên tổng số bàn thắng trong cả hai lượt trận sẽ tiến vào vòng tiếp theo. Nếu tổng số bàn thắng bằng nhau vào cuối thời gian thi đấu chính thức của trận lượt về, sẽ diễn ra hiệp phụ và nếu cả hai đội ghi được cùng số bàn thắng trong hiệp phụ, trận đấu sẽ được quyết định bằng loạt sút luân lưu.
Trong lễ bốc thăm cho mỗi vòng, các đội sẽ được xếp hạt giống dựa trên hệ số câu lạc bộ UEFA của họ vào đầu mùa giải, với các đội được chia thành nhóm hạt giống và nhóm không hạt giống có cùng số đội. Một đội hạt giống sẽ được bốc thăm đấu với một đội không hạt giống, thứ tự các lượt đấu trong mỗi cặp đấu được quyết định bằng cách bốc thăm. Vì danh tính của những đội thắng ở vòng trước có thể không được biết tại thời điểm bốc thăm nên việc xếp hạt giống sẽ được thực hiện theo giả định rằng đội có hệ số cao hơn của một cặp đấu chưa quyết định sẽ tiến vào vòng tiếp theo. Trên thực tế, điều này có nghĩa là nếu đội có hệ số thấp hơn tiến vào Europa League hoặc đội có hệ số cao hơn bị loại khỏi Champions League thì đội đó sẽ chỉ lấy hạt giống của đối thủ.
Trước khi bốc thăm, UEFA có thể thành lập "các nhóm" theo các nguyên tắc do Ủy ban Các giải đấu Câu lạc bộ đặt ra, chỉ vì sự thuận tiện của việc bốc thăm chứ không giống với bất kỳ nhóm thực sự nào theo nghĩa của cuộc thi. Các đội từ các hiệp hội có xung đột chính trị theo quyết định của UEFA không được bốc thăm vào cùng một cặp đấu. Sau khi bốc thăm, thứ tự các lượt đấu của một cặp đấu có thể bị UEFA đảo ngược do xung đột về lịch trình hoặc địa điểm.

## Lịch thi đấu
Lịch thi đấu như sau. Các trận đấu được lên lịch vào thứ Năm, mặc dù có thể diễn ra vào thứ Ba hoặc thứ Tư do xung đột lịch trình.
| Vòng               | Bốc thăm  | Lượt đi   | Lượt về   |
| ------------------ | --------- | --------- | --------- |
| Vòng loại thứ nhất | 17/6/2025 | 10/7/2025 | 17/7/2025 |
| Vòng loại thứ hai  | 18/6/2025 | 24/7/2025 | 31/7/2025 |
| Vòng loại thứ ba   | 21/7/2025 | 7/8/2025  | 14/8/2025 |
| Vòng Play-off      | 4/8/2025  | 21/8/2025 | 28/8/2025 |

## Các đội bóng
Ở vòng loại, các đội sẽ được chia thành hai nhánh:
- Nhánh Vô địch (12 đội):
  - Vòng loại thứ ba: 12 đội thua ở vòng loại thứ hai nhánh Vô địch Champions League.
- Nhánh Chính:
  - Vòng loại thứ nhất (16 đội): 16 đội tham dự vòng này.
  - Vòng loại thứ hai (16 đội): 8 đội vào vòng này và 8 đội thắng ở vòng loại thứ nhất.
  - Vòng loại thứ ba (14 đội): 3 đội vào vòng này, 3 đội thua ở vòng loại thứ hai nhánh không Vô địch Champions League và 8 đội thắng ở vòng loại thứ hai.

Những đội thắng ở vòng loại thứ ba được kết hợp thành một nhánh duy nhất cho vòng play-off:
- Vòng play-off (24 đội): 5 đội vào vòng này, 6 đội thua ở vòng loại thứ ba nhánh Vô địch Champions League, 6 đội thắng ở vòng loại thứ ba nhánh Vô địch và 7 đội thắng ở vòng loại thứ ba nhánh Chính.

Tất cả các đội bị loại ở giai đoạn vòng loại và vòng play-off sẽ tham gia Conference League:
- 8 đội thua ở vòng loại thứ nhất nhánh Chính sẽ tham gia vòng loại thứ hai nhánh Chính.
- 8 đội thua ở vòng loại thứ hai nhánh Chính sẽ vào vòng loại thứ ba nhánh Chính.
- 6 đội thua ở vòng loại thứ ba nhánh Vô địch sẽ vào vòng play-off nhánh Vô địch.
- 7 đội thua ở vòng loại thứ ba nhánh Chính sẽ vào vòng play-off nhánh Chính.
- 12 đội thua ở vòng play-off sẽ vào vòng đấu hạng.

Dưới đây là các đội tham dự (cùng hệ số câu lạc bộ UEFA năm 2025, tuy nhiên không được sử dụng làm hạt giống cho nhánh Vô địch), được nhóm theo vòng đấu bắt đầu của đội.
| Khóa màu                                                                 |
| ------------------------------------------------------------------------ |
| Đội thắng ở vòng play-off sẽ tiến tới vòng đấu hạng                      |
| Đội thua ở vòng play-off sẽ vào vòng đấu hạng Conference League          |
| Đội thua ở vòng loại thứ ba sẽ vào vòng play-off Conference League       |
| Đội thua ở vòng loại thứ hai sẽ vào vòng loại thứ ba Conference League   |
| Đội thua ở vòng loại thứ nhất sẽ vào vòng loại thứ hai Conference League |

| Đội           | hs.    |
| ------------- | ------ |
| Young Boys    | 34.500 |
| Genk          | 11.370 |
| Aberdeen      | 9.500  |
| Sigma Olomouc | 8.820  |
| Samsunspor    | 8.780  |
| [CH Q3]       |        |
| [CH Q3]       |        |
| [CH Q3]       |        |
| [CH Q3]       |        |
| [CH Q3]       |        |
| [CH Q3]       |        |

| Đội                      | hs.    |
| ------------------------ | ------ |
| Maccabi Tel Aviv [CH Q2] | 37.500 |
| FCSB [CH Q2]             | 22.500 |
| Rijeka [CH Q2]           | 12.000 |
| RFS [CH Q2]              | 11.000 |
| Zrinjski Mostar [CH Q2]  | 10.000 |
| Lincoln Red Imps [CH Q2] | 10.000 |
| KuPS [CH Q2]             | 10.000 |
| Drita [CH Q2]            | 9.000  |
| Breiðablik [CH Q2]       | 9.000  |
| Hamrun Spartans [CH Q2]  | 6.000  |
| Noah [CH Q2]             | 5.000  |
| Shelbourne [CH Q2]       | 2.993  |

| Đội                   | hs.    |
| --------------------- | ------ |
| PAOK                  | 42.250 |
| Panathinaikos [LP Q2] | 16.000 |
| Servette [LP Q2]      | 11.500 |
| Wolfsberg             | 9.500  |
| Brann [LP Q2]         | 7.937  |
| Fredrikstad           | 7.937  |

| Đội           | hs.    |
| ------------- | ------ |
| Braga         | 46.000 |
| Midtjylland   | 32.750 |
| Anderlecht    | 28.250 |
| Lugano        | 19.250 |
| Beşiktaş      | 15.000 |
| Utrecht       | 13.430 |
| Baník Ostrava | 8.820  |
| Hibernian     | 7.110  |

| Đội                | hs.    |
| ------------------ | ------ |
| Shakhtar Donetsk   | 52.000 |
| Legia Warszawa     | 31.000 |
| Partizan           | 22.000 |
| Sheriff Tiraspol   | 20.000 |
| CFR Cluj           | 19.000 |
| Hapoel Be'er Sheva | 16.500 |
| Celje              | 14.000 |
| Spartak Trnava     | 8.500  |
| AEK Larnaca        | 7.500  |
| BK Häcken          | 7.000  |
| Paks               | 4.800  |
| Levski Sofia       | 4.500  |
| Sabah              | 4.000  |
| Ilves              | 3.000  |
| Aktobe             | 3.000  |
| Prishtina          | 2.500  |

Ghi chú
1. CH Q3 Đội thua ở vòng loại thứ ba Champions League (nhánh Vô địch).
2. CH Q2 Đội thua ở vòng loại thứ hai Champions League (nhánh Vô địch).
3. LP Q2 Đội thua ở vòng loại thứ hai Champions League (nhánh không Vô địch).

## Vòng loại thứ nhất
Lễ bốc thăm vòng loại thứ nhất được tổ chức vào ngày 17 tháng 6 năm 2025.

### Hạt giống
Tổng cộng có 16 đội sẽ chơi ở vòng loại thứ nhất. Việc xếp hạt giống cho các đội sẽ dựa trên hệ số câu lạc bộ UEFA năm 2025. Trước khi bốc thăm, UEFA đã phân chia các đội thành hai nhóm gồm bốn đội hạt giống và bốn đội không hạt giống theo các nguyên tắc do Ủy ban Giải đấu Câu lạc bộ đặt ra. Đội được bốc thăm trước ở mỗi cặp đấu sẽ là đội chủ nhà ở trận lượt đi.
| Nhóm 1                                                         | Nhóm 1                               | Nhóm 2                                                    | Nhóm 2                                       |
| Hạt giống                                                      | Không hạt giống                      | Hạt giống                                                 | Không hạt giống                              |
| -------------------------------------------------------------- | ------------------------------------ | --------------------------------------------------------- | -------------------------------------------- |
| - Shakhtar Donetsk - Sheriff Tiraspol - Celje - Spartak Trnava | - Häcken - Sabah - Ilves - Prishtina | - Legia Warsaw - Partizan - CFR Cluj - Hapoel Be'er Sheva | - AEK Larnaca - Paks - Levski Sofia - Aktobe |

### Tóm tắt
Lượt đi diễn ra vào ngày 10 tháng 7 và lượt về diễn ra vào ngày 17 tháng 7 năm 2025.
Đội thắng sẽ tiến vào vòng loại thứ hai. Đội thua sẽ được chuyển đến vòng loại thứ hai Conference League nhánh Chính.
| Đội 1            | TTSTooltip Aggregate score | Đội 2              | Lượt đi | Lượt về      |
| ---------------- | -------------------------- | ------------------ | ------- | ------------ |
| Shakhtar Donetsk | 6–0                        | Ilves              | 6–0     | 0–0          |
| Sheriff Tiraspol | 5–2                        | Prishtina          | 4–0     | 1–2          |
| Spartak Trnava   | 2–3                        | Häcken             | 0–1     | 2–2          |
| Sabah            | 5–6                        | Celje              | 2–3     | 3–3          |
| Legia Warszawa   | 2–0                        | Aktobe             | 1–0     | 1–0          |
| Levski Sofia     | 1–1 (3–1 p)                | Hapoel Be'er Sheva | 0–0     | 1–1 (s.h.p.) |
| AEK Larnaca      | 2–2 (6–5 p)                | Partizan           | 1–0     | 1–2 (s.h.p.) |
| Paks             | 0–3                        | CFR Cluj           | 0–0     | 0–3          |

### Các trận đấu
| Shakhtar Donetsk                                                              | 6–0      | Ilves |
| ----------------------------------------------------------------------------- | -------- | ----- |
| - Alisson 26', 47' - Kauã Elias 43' - Kevin 74' - Pedrinho 87' - Newerton 90' | Chi tiết |       |

| Ilves | 0–0      | Shakhtar Donetsk |
| ----- | -------- | ---------------- |
|       | Chi tiết |                  |

Shakhtar Donetsk thắng với tổng tỷ số 6–0.
| Sheriff Tiraspol                   | 4–0      | Prishtina |
| ---------------------------------- | -------- | --------- |
| - Bayala 11', 19', 74' - Odede 79' | Chi tiết |           |

| Prishtina                 | 2–1      | Sheriff Tiraspol |
| ------------------------- | -------- | ---------------- |
| - Namani 56' - Ahmeti 65' | Chi tiết | - Serobyan 65'   |

Sheriff Tiraspol thắng với tổng tỷ số 5–2.
| Spartak Trnava | 0–1      | Häcken       |
| -------------- | -------- | ------------ |
|                | Chi tiết | - Nioule 63' |

| Häcken                                | 2–2      | Spartak Trnava                         |
| ------------------------------------- | -------- | -------------------------------------- |
| - Gustafson 13' (ph.đ.) - Dembe 90+6' | Chi tiết | - Procházka 65' - Moistsrapishvili 82' |

BK Häcken thắng với tổng tỷ số 3–2.
| Sabah                      | 2–3      | Celje                            |
| -------------------------- | -------- | -------------------------------- |
| - Šafranko 3', 18' (ph.đ.) | Chi tiết | - Kovačević 7', 78' - Hrka 90+4' |

| Celje                                           | 3–3 (s.h.p.) | Sabah                  |
| ----------------------------------------------- | ------------ | ---------------------- |
| - Kovačević 19' - Vuklišević 49' - Iosifov 108' | Chi tiết     | - Mickels 9', 63', 64' |

Celje thắng với tổng tỷ số 6–5.
| Legia Warszawa     | 1–0      | Aktobe |
| ------------------ | -------- | ------ |
| - Bichakhchyan 25' | Chi tiết |        |

| Aktobe | 0–1      | Legia Warszawa |
| ------ | -------- | -------------- |
|        | Chi tiết | - Elitim 90+1' |

Legia Warszawa thắng với tổng tỷ số 2–0.
| Levski Sofia | 0–0      | Hapoel Be'er Sheva |
| ------------ | -------- | ------------------ |
|              | Chi tiết |                    |

| Hapoel Be'er Sheva                 | 1–1 (s.h.p.) | Levski Sofia                          |
| ---------------------------------- | ------------ | ------------------------------------- |
| - Turgeman 105+3'                  | Chi tiết     | - Sangaré 114'                        |
| Loạt sút luân lưu                  |              |                                       |
| - Almog - Kangwa - Turgeman - Levy | 1−3          | - Rupanov - Fabien - Makoun - Sangaré |

Tổng tỷ số 1−1, Levski Sofia thắng trên chấm luân lưu.
| AEK Larnaca   | 1–0      | Partizan |
| ------------- | -------- | -------- |
| - Cabrera 67' | Chi tiết |          |

| Partizan                                                                               | 2–1      | AEK Larnaca                                                                             |
| -------------------------------------------------------------------------------------- | -------- | --------------------------------------------------------------------------------------- |
| - Ugrešić 69' - Jovanović 118'                                                         | Chi tiết | - Milošević 104' (l.n.)                                                                 |
| Loạt sút luân lưu                                                                      |          |                                                                                         |
| - Natcho - Milovanović - Roganović - Kalulu - Karabelyov - Kostić - Jovanović - Kostić | 5−6      | - Miličević - Ledes Gustavo - Jimmy Suárez - Chacón - Ivanović - Pons - Miramón - Gnali |

Tổng tỷ số 2-2, Partizan thắng trên chấm luân lưu.
| Paks | 0–0      | CFR Cluj |
| ---- | -------- | -------- |
|      | Chi tiết |          |

| CFR Cluj                              | 3–0      | Paks |
| ------------------------------------- | -------- | ---- |
| - Fică 35' - Munteanu 85' - Muhar 90' | Chi tiết |      |

CFR Cluj thắng với tổng tỷ số 3–0.

## Vòng loại thứ hai
Lễ bốc thăm vòng loại thứ hai được tổ chức vào ngày 18 tháng 6 năm 2025.

### Hạt giống
Tổng cộng có 16 đội sẽ thi đấu ở vòng loại thứ hai. Việc xếp hạt giống cho các đội sẽ dựa trên hệ số câu lạc bộ UEFA năm 2025 của họ. Trước khi bốc thăm, UEFA đã phân bổ các đội thành hai nhóm gồm bốn đội hạt giống và bốn đội không hạt giống theo các nguyên tắc do Ủy ban Giải đấu Câu lạc bộ đặt ra. Đội đầu tiên được bốc thăm ở mỗi cặp đấu sẽ là đội chủ nhà ở lượt đi.
| Nhóm 1                                                | Nhóm 1                                                     | Nhóm 2                                                                 | Nhóm 2                                          |
| Hạt giống                                             | Không hạt giống                                            | Hạt giống                                                              | Không hạt giống                                 |
| ----------------------------------------------------- | ---------------------------------------------------------- | ---------------------------------------------------------------------- | ----------------------------------------------- |
| - Braga - Legia Warszawa[†] - AEK Larnaca[†] - Lugano | - CFR Cluj[†] - Levski Sofia[†] - Celje[†] - Baník Ostrava | - Shakhtar Donetsk[†] - Midtjylland - Anderlecht - Sheriff Tiraspol[†] | - Beşiktaş - Utrecht - BK Häcken[†] - Hibernian |

Ghi chú
1. † Danh tính của các đội thắng ở vòng loại thứ nhất sẽ chưa được biết tại thời điểm bốc thăm. Các đội được in nghiêng đã đánh bại đội có hệ số cao hơn, do đó về cơ bản đã lấy được hệ số của đối thủ trong lễ bốc thăm.

### Tóm tắt
Lượt đi diễn ra vào ngày 24 tháng 7 và lượt về diễn ra vào ngày 31 tháng 7 năm 2025.
Đội thắng trong các cặp đấu sẽ tiến vào vòng loại thứ ba nhánh Chính. Đội thua sẽ được chuyển đến vòng loại thứ ba Conference League nhánh Chính.
| Đội 1            | TTSTooltip Aggregate score | Đội 2            | Lượt đi | Lượt về      |
| ---------------- | -------------------------- | ---------------- | ------- | ------------ |
| Lugano           | 0–1                        | CFR Cluj         | 0–0     | 0–1 (s.h.p.) |
| Celje            | 2–3                        | AEK Larnaca      | 1–1     | 1–2          |
| Levski Sofia     | 0–1                        | Braga            | 0–0     | 0–1 (s.h.p.) |
| Baník Ostrava    | 3–4                        | Legia Warszawa   | 2–2     | 1–2          |
| Anderlecht       | 2–2 (2–4 p)                | BK Häcken        | 1–0     | 1–2 (s.h.p.) |
| Sheriff Tiraspol | 2–7                        | Utrecht          | 1–3     | 1–4          |
| Midtjylland      | 3–2                        | Hibernian        | 1–1     | 2–1 (s.h.p.) |
| Beşiktaş         | 2–6                        | Shakhtar Donetsk | 2–4     | 0–2          |

### Các trận đấu
| Lugano | 0–0      | CFR Cluj |
| ------ | -------- | -------- |
|        | Chi tiết |          |

| CFR Cluj     | 1–0 (s.h.p.) | Lugano |
| ------------ | ------------ | ------ |
| - Sinyan 96' | Chi tiết     |        |

CFR Cluj thắng với tổng tỷ số 1–0.
| Celje                   | 1–1      | AEK Larnaca             |
| ----------------------- | -------- | ----------------------- |
| - Kovačević 28' (ph.đ.) | Chi tiết | - Miličević 53' (ph.đ.) |

| AEK Larnaca               | 2–1      | Celje        |
| ------------------------- | -------- | ------------ |
| - Chacón 43' - García 67' | Chi tiết | - Kvesić 88' |

AEK Larnaca thắng với tổng tỷ số 3–2.
| Levski Sofia | 0–0      | Braga |
| ------------ | -------- | ----- |
|              | Chi tiết |       |

| Braga               | 1–0 (s.h.p.) | Levski Sofia |
| ------------------- | ------------ | ------------ |
| - Fran Navarro 104' | Chi tiết     |              |

Braga thắng với tổng tỷ số 1–0.
| Baník Ostrava            | 2–2      | Legia Warszawa             |
| ------------------------ | -------- | -------------------------- |
| - Šín 13' - Frydrych 65' | Chi tiết | - Kapustka 32' - Nsame 88' |

| Legia Warszawa                   | 2–1      | Baník Ostrava |
| -------------------------------- | -------- | ------------- |
| - Nsame 54' - Pojezný 74' (l.n.) | Chi tiết | - Prekop 15'  |

Legia Warsaw thắng với tổng tỷ số 4–3.
| Anderlecht    | 1–0      | BK Häcken |
| ------------- | -------- | --------- |
| - Dolberg 35' | Chi tiết |           |

| BK Häcken                                   | 2–1 (s.h.p.) | Anderlecht                                   |
| ------------------------------------------- | ------------ | -------------------------------------------- |
| - Svanbäck 33' - Gustafson 90+2' (ph.đ.)    | Chi tiết     | - Dolberg 54' (ph.đ.)                        |
| Loạt sút luân lưu                           |              |                                              |
| - Gustafson - Layouni - Lundkvist - Berisha | 4–2          | - Hazard - Augustinsson - Llansana - Vázquez |

Tổng tỷ số 2–2, BK Häcken thắng 4–2 trên chấm luân lưu.
| Sheriff Tiraspol | 1–3      | Utrecht                                  |
| ---------------- | -------- | ---------------------------------------- |
| - Ademo 24'      | Chi tiết | - Jensen 33' - Viergever 54' - Blake 70' |

| Utrecht                                                      | 4–1      | Sheriff Tiraspol |
| ------------------------------------------------------------ | -------- | ---------------- |
| - Jensen 27' - Horemans 46' - Viergever 56' - Elkarouani 89' | Chi tiết | - Odede 75'      |

Utrecht thắng với tổng tỷ số 7–2.
| Midtjylland  | 1–1      | Hibernian    |
| ------------ | -------- | ------------ |
| - Şimşir 72' | Chi tiết | - McGrath 7' |

| Hibernian        | 1–2 (s.h.p.) | Midtjylland                 |
| ---------------- | ------------ | --------------------------- |
| - Bushiri 105+2' | Chi tiết     | - Osorio 94' - Brumado 119' |

Midtjylland thắng với tổng tỷ số 3–2.
| Beşiktaş                               | 2–4      | Shakhtar Donetsk                                |
| -------------------------------------- | -------- | ----------------------------------------------- |
| - Abraham 40' (ph.đ.) - João Mário 87' | Chi tiết | - Alisson 7' - Eguinaldo 28' - Kevin 67', 90+6' |

| Shakhtar Donetsk               | 2–0      | Beşiktaş |
| ------------------------------ | -------- | -------- |
| - Kevin 12' - Kauã Elias 45+2' | Chi tiết |          |

Shakhtar Donetsk thắng với tổng tỷ số 6–2.

## Vòng loại thứ ba
Lễ bốc thăm vòng loại thứ ba được tổ chức vào ngày 21 tháng 7 năm 2025.

### Hạt giống
Tổng cộng có 26 đội sẽ thi đấu ở vòng loại thứ ba. Việc xếp hạt giống cho các đội sẽ dựa trên hệ số câu lạc bộ UEFA năm 2025 của họ. Trước khi bốc thăm, UEFA có thể lập các nhóm gồm các đội được xếp hạt giống và không được xếp hạt giống theo các nguyên tắc do Ủy ban Giải đấu Câu lạc bộ đặt ra. Đội đầu tiên được bốc thăm trong mỗi cặp đấu sẽ là đội chủ nhà ở lượt đi.
| Nhóm 1                                     | Nhóm 1                              | Nhóm 2                                                | Nhóm 2                                         |
| Hạt giống                                  | Không hạt giống                     | Hạt giống                                             | Không hạt giống                                |
| ------------------------------------------ | ----------------------------------- | ----------------------------------------------------- | ---------------------------------------------- |
| - Rijeka[†] - RFS[†] - Lincoln Red Imps[†] | - KuPS[†] - Noah[†] - Shelbourne[†] | - Maccabi Tel Aviv[†] - Zrinjski Mostar[†] - Drita[†] | - Breiðablik[†] - FCSB[†] - Hamrun Spartans[†] |

| Nhóm 1                                                    | Nhóm 1                                                       | Nhóm 2                                               | Nhóm 2                                      |
| Hạt giống                                                 | Không hạt giống                                              | Hạt giống                                            | Không hạt giống                             |
| --------------------------------------------------------- | ------------------------------------------------------------ | ---------------------------------------------------- | ------------------------------------------- |
| - Braga[††] - PAOK - Midtjylland[††] - Legia Warszawa[††] | - CFR Cluj[††] - AEK Larnaca[††] - Wolfsberger - Fredrikstad | - Shakhtar Donetsk[††] - BK Häcken[††] - Utrecht[††] | - Panathinaikos[†] - Servette[†] - Brann[†] |

Ghi chú
1. † Đội thua ở vòng loại thứ hai Champions League, danh tính chưa được công bố tại thời điểm bốc thăm. Các đội được in nghiêng là đội thua trước đội có hệ số thấp hơn, do đó về cơ bản sẽ lấy hệ số của đối thủ trong lễ bốc thăm.
2. †† Đội thắng ở vòng loại thứ hai, danh tính chưa được tiết lộ tại thời điểm bốc thăm. Các đội được in nghiêng đã đánh bại đội có hệ số cao hơn, do đó về cơ bản đã lấy được hệ số của đối thủ trong lễ bốc thăm.

### Tóm tắt
Lượt đi diễn ra vào ngày 5, 6 và 7 tháng 8, và lượt về diễn ra vào ngày 12 và 14 tháng 8 năm 2025.
Đội thắng sẽ tiến vào vòng play-off. Đội thua sẽ được chuyển sang vòng play-off Conference League.
| Đội 1            | TTSTooltip Aggregate score | Đội 2            | Lượt đi | Lượt về      |
| ---------------- | -------------------------- | ---------------- | ------- | ------------ |
| Nhánh Vô địch    |                            |                  |         |              |
| Lincoln Red Imps | 1–1 (6–5 p)                | Noah             | 1–1     | 0–0 (s.h.p.) |
| Rijeka           | 4–3                        | Shelbourne       | 1–2     | 3–1          |
| RFS              | 1–3                        | KuPS             | 1–2     | 0–1          |
| Hamrun Spartans  | 2–5                        | Maccabi Tel Aviv | 1–2     | 1–3          |
| Zrinjski Mostar  | 3–2                        | Breiðablik       | 1–1     | 2–1          |
| FCSB             | 6–3                        | Drita            | 3–2     | 3–1          |
| Nhánh Chính      |                            |                  |         |              |
| AEK Larnaca      | 5–3                        | Legia Warszawa   | 4–1     | 1–2          |
| Fredrikstad      | 1–5                        | Midtjylland      | 1–3     | 0–2          |
| CFR Cluj         | 1–4                        | Braga            | 1–2     | 0–2          |
| PAOK             | 1–0                        | Wolfsberger      | 0–0     | 1–0 (s.h.p.) |
| Servette         | 2–5                        | Utrecht          | 1–3     | 1–2          |
| BK Häcken        | 1–2                        | Brann            | 0–2     | 1–0          |
| Panathinaikos    | 0–0 (4–3 p)                | Shakhtar Donetsk | 0–0     | 0–0 (s.h.p.) |

### Các trận đấu nhánh Vô địch
| Lincoln Red Imps | 1–1      | Noah       |
| ---------------- | -------- | ---------- |
| - De Barr 45+9'  | Chi tiết | - Eteki 9' |

| Noah                                                                                    | 0–0 (s.h.p.) | Lincoln Red Imps                                              |
| --------------------------------------------------------------------------------------- | ------------ | ------------------------------------------------------------- |
|                                                                                         | Chi tiết     |                                                               |
| Loạt sút luân lưu                                                                       |              |                                                               |
| - Mulahusejnović - Manvelyan - Muradyan - Jakoliš - Hambardzumyan - Þórarinsson - Eteki | 5–6          | - Nano - De Barr - Juanje - Gómez - Rutjens - Clinton - Lopes |

Tổng tỷ số 1–1, Lincoln Red Imps thắng 6–5 trên chấm luân lưu.
| Rijeka                 | 1–2      | Shelbourne              |
| ---------------------- | -------- | ----------------------- |
| - Janković 56' (ph.đ.) | Chi tiết | - Bone 58' - Martin 70' |

| Shelbourne                    | 1–3      | Rijeka                             |
| ----------------------------- | -------- | ---------------------------------- |
| - Ademipo Odubeko 86' (ph.đ.) | Chi tiết | - Fruk 33' - Dantas 73' - Orec 90' |

Rijeka thắng với tổng tỷ số 4–3.
| RFS            | 1–2      | KuPS                      |
| -------------- | -------- | ------------------------- |
| - Diedhiou 61' | Chi tiết | - Oksanen 14' - Toure 24' |

| KuPS           | 1–0      | RFS |
| -------------- | -------- | --- |
| - Pennanen 49' | Chi tiết |     |

KuPS thắng với tổng tỷ số 3–1.
| Hamrun Spartans     | 1–2      | Maccabi Tel Aviv            |
| ------------------- | -------- | --------------------------- |
| - Koffi 71' (ph.đ.) | Chi tiết | - Revivo 79' - Madmon 90+6' |

| Maccabi Tel Aviv                 | 3–1      | Hamrun Spartans |
| -------------------------------- | -------- | --------------- |
| - Shahar 37', 45+2' - Davida 69' | Chi tiết | - Mbong 43'     |

Maccabi Tel Aviv thắng với tổng tỷ số 5–2.
| Zrinjski Mostar       | 1–1      | Breiðablik            |
| --------------------- | -------- | --------------------- |
| - Bilbija 72' (ph.đ.) | Chi tiết | - Thomsen 18' (ph.đ.) |

| Breiðablik                 | 1–2      | Zrinjski Mostar                       |
| -------------------------- | -------- | ------------------------------------- |
| - Gunnlaugsson 61' (ph.đ.) | Chi tiết | - Bilbija 7' - Valgeirsson 47' (l.n.) |

Zrinjski Mostar thắng với tổng tỷ số 3–2.
| FCSB                                        | 3–2      | Drita                  |
| ------------------------------------------- | -------- | ---------------------- |
| - Bîrligea 64', 90+4' (ph.đ.) - Graovac 72' | Chi tiết | - Tusha 7' - Manaj 50' |

| Drita       | 1–3      | FCSB                                       |
| ----------- | -------- | ------------------------------------------ |
| - Tusha 52' | Chi tiết | - Cisotti 1' - Miculescu 18' - Politic 85' |

FCSB thắng với tổng tỷ số 6–3.

### Các trận đấu nhánh Chính
| AEK Larnaca                                                  | 4–1      | Legia Warszawa |
| ------------------------------------------------------------ | -------- | -------------- |
| - Pons 16' - Angielski 48' - Chacón 78' - Rajović 85' (l.n.) | Chi tiết | - Nsame 18'    |

| Legia Warszawa | v        | AEK Larnaca |
| -------------- | -------- | ----------- |
|                | Chi tiết |             |

| Fredrikstad     | 1–3      | Midtjylland                                   |
| --------------- | -------- | --------------------------------------------- |
| - Bjartalíð 77' | Chi tiết | - Franculino 14' - Gogorza 32' - Castillo 79' |

| Midtjylland | v        | Fredrikstad |
| ----------- | -------- | ----------- |
|             | Chi tiết |             |

| CFR Cluj     | 1–2      | Braga            |
| ------------ | -------- | ---------------- |
| - Sinyan 30' | Chi tiết | - Gorby 17', 50' |

| Braga | v        | CFR Cluj |
| ----- | -------- | -------- |
|       | Chi tiết |          |

| PAOK | 0–0      | Wolfsberger |
| ---- | -------- | ----------- |
|      | Chi tiết |             |

| Wolfsberger | v        | PAOK |
| ----------- | -------- | ---- |
|             | Chi tiết |      |

| Servette          | 1–3      | Utrecht                                         |
| ----------------- | -------- | ----------------------------------------------- |
| - Guillemenot 12' | Chi tiết | - Baron 52' (l.n.) - Horemans 55' - Zechiël 62' |

| Utrecht | v        | Servette |
| ------- | -------- | -------- |
|         | Chi tiết |          |

| BK Häcken | 0–2      | Brann                |
| --------- | -------- | -------------------- |
|           | Chi tiết | - Magnússon 28', 57' |

| Brann | v        | BK Häcken |
| ----- | -------- | --------- |
|       | Chi tiết |           |

| Panathinaikos | 0–0      | Shakhtar Donetsk |
| ------------- | -------- | ---------------- |
|               | Chi tiết |                  |

| Shakhtar Donetsk | v        | Panathinaikos |
| ---------------- | -------- | ------------- |
|                  | Chi tiết |               |

## Vòng play-off
Lễ bốc thăm vòng play-off được tổ chức vào ngày 4 tháng 8 năm 2025.

### Hạt giống
Tổng cộng có 24 đội sẽ thi đấu ở vòng play-off. Việc xếp hạt giống cho các đội sẽ dựa trên hệ số câu lạc bộ UEFA năm 2025 của họ. Trước khi bốc thăm, UEFA có thể lập các nhóm gồm các đội được xếp hạt giống và không được xếp hạt giống theo các nguyên tắc do Ủy ban Giải đấu Câu lạc bộ đặt ra. Đội đầu tiên được bốc thăm ở mỗi cặp đấu sẽ là đội chủ nhà ở lượt đi.
| Nhóm 1                                                                    | Nhóm 1                                                                 | Nhóm 2                                                            | Nhóm 2                                    | Nhóm 3                                                 | Nhóm 3                                                                |
| Hạt giống                                                                 | Không hạt giống                                                        | Hạt giống                                                         | Không hạt giống                           | Hạt giống                                              | Không hạt giống                                                       |
| ------------------------------------------------------------------------- | ---------------------------------------------------------------------- | ----------------------------------------------------------------- | ----------------------------------------- | ------------------------------------------------------ | --------------------------------------------------------------------- |
| - Maccabi Tel Aviv[††] - Young Boys - Ludogorets Razgrad[†] - Malmö FF[†] | - Dynamo Kyiv[†] - Sigma Olomouc - Shkëndija[†] - Slovan Bratislava[†] | - Panathinaikos[††] - Midtjylland[††] - FCSB[††] - Lech Poznań[†] | - Genk - KuPS[††] - Aberdeen - Samsunspor | - Braga[††] - PAOK[††] - AEK Larnaca[††] - Utrecht[††] | - Rijeka[††] - Zrinjski Mostar[††] - Lincoln Red Imps[††] - Brann[††] |

Ghi chú
1. † Những đội thua ở vòng loại thứ ba Champions League, danh tính chưa được xác định tại thời điểm bốc thăm. Các đội được in nghiêng sẽ thua đội có hệ số thấp hơn, do đó về cơ bản sẽ lấy hệ số của đối thủ khi bốc thăm.
2. †† Những đội thắng ở vòng loại thứ ba, danh tính chưa được xác định tại thời điểm bốc thăm. Các đội được in nghiêng đã đánh bại đội có hệ số cao hơn, do đó thực tế đã lấy được hệ số của đối thủ khi bốc thăm.

### Tóm tắt
Lượt đi sẽ diễn ra vào ngày 21 tháng 8 và lượt về sẽ diễn ra vào ngày 28 tháng 8 năm 2025.
Đội thắng sẽ tiến vào vòng đấu hạng. Đội thua sẽ được chuyển sang vòng đấu hạng Conference League.
| Đội 1             | TTSTooltip Aggregate score | Đội 2              | Lượt đi | Lượt về |
| ----------------- | -------------------------- | ------------------ | ------- | ------- |
| Maccabi Tel Aviv  | Trận 1                     | Dynamo Kyiv        | 21/8    | 28/8    |
| Shkëndija         | Trận 2                     | Ludogorets Razgrad | 21/8    | 28/8    |
| Slovan Bratislava | Trận 3                     | Young Boys         | 21/8    | 28/8    |
| Malmö FF          | Trận 4                     | Sigma Olomouc      | 21/8    | 28/8    |
| Panathinaikos     | Trận 5                     | Samsunspor         | 21/8    | 28/8    |
| Aberdeen          | Trận 6                     | FCSB               | 21/8    | 28/8    |
| Lech Poznań       | Trận 7                     | Genk               | 21/8    | 28/8    |
| Midtjylland       | Trận 8                     | KuPS               | 21/8    | 28/8    |
| Lincoln Red Imps  | Trận 9                     | Braga              | 21/8    | 28/8    |
| Zrinjski Mostar   | Trận 10                    | Utrecht            | 21/8    | 28/8    |
| Brann             | Trận 11                    | AEK Larnaca        | 21/8    | 28/8    |
| Rijeka            | Trận 12                    | PAOK               | 21/8    | 28/8    |